# Baebii
Légende :
♦Patricien, ♦Plébéien, ♦Consulaire, ♦Sénatorial, ♦Équestre
Gens et Liste des gentes romaines
Les  Baebii sont les membres de la gens romaine Baebia, une famille plébienne de la Rome antique. Le premier membre de la gens à atteindre le consulat est Cnaeus Baebius Tamphilus en 182 av. J.-C.  À la fin de la République, les Baebii entretiennent des relations étroites avec la gens patricienne Aemilia,.
Les cognomina de la gens sont Dives, Herennius, Sulca, et Tamphilus.

## Principaux membres

### Sous la République

#### Branche desTamphili
- Cnaeus Baebius

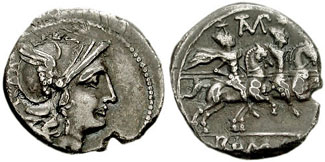
Denarius de Cnaeus Baebius Tamphilus frappé entre 194 et 190 av. J.-C. avec les Dioscures au revers et la mention TAMP pour Tamphilus.

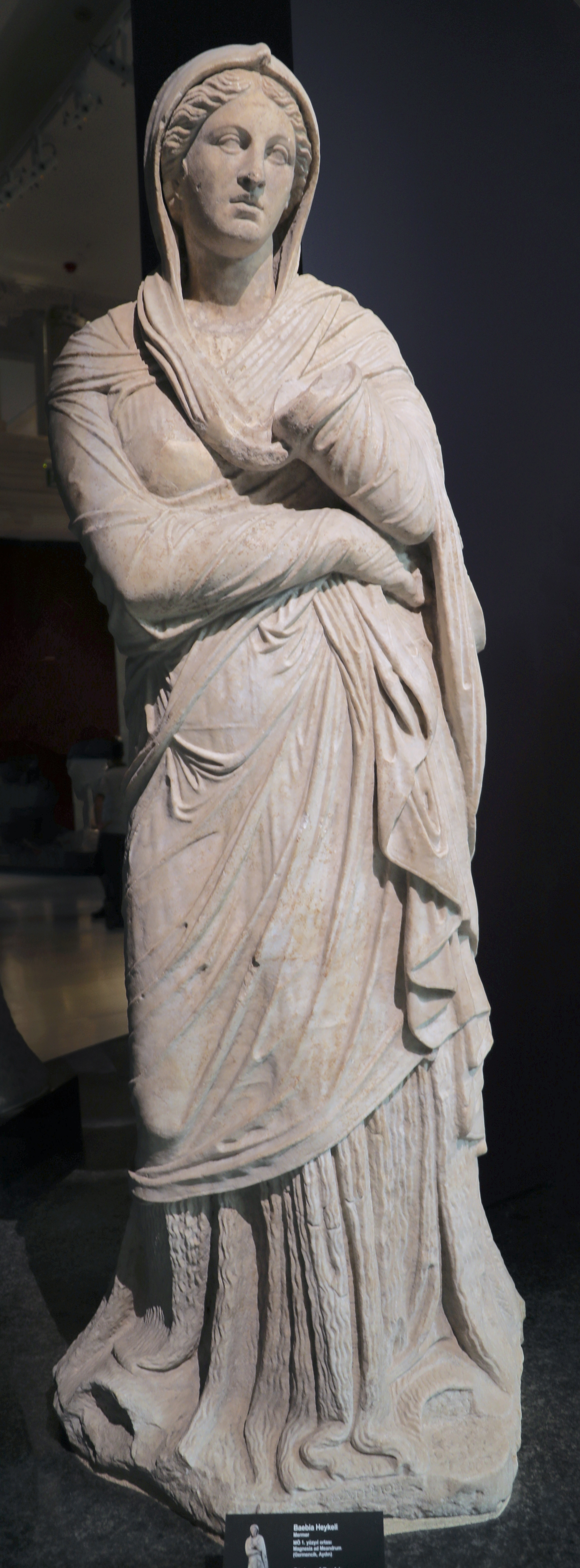
Statue d'une femme de la gens Baebia datée d'environ 50 av. J.-C. et découverte dans le temple d'Athéna de Magnésie.

  - Quintus Baebius Tamphilus, fils du précédent, rencontre Hannibal à Saguntum en 219 av. J.-C. et se rend ensuite à Carthage[a 1],[a 2]
    - Cnaeus Baebius Tamphilus, fils du précédent, consul en 182 av. J.-C.
      - Cnaeus Baebius Tamphilus, fils du précédent, préteur urbain en 168 av. J.-C.

    - Marcus Baebius Tamphilus, oncle du précédent, consul en 181 av. J.-C.
    - Quintus Baebius, peut-être frère du précédent, tribun de la plèbe en 200 av. J.-C., il s'oppose à la guerre contre Philippe V de Macédoine. Il est peut-être le frère aîné du consul de 182 av. J.-C.[3],[a 3].
      - Marcus Baebius Tamphilus, fils du précédent, triumvir monetalis en 137 av. J.-C.
        - ? (Marcus) Baebius (Tamphilus), tribun de la plèbe en 103 av. J.-C., il tente de bloquer par son veto le projet de loi agraire de son collègue Lucius Appuleius Saturninus. Il s'agit peut-être de la même personne mise à mort par Marius en 87 av. J.-C.[3],[a 4],[4],[5].
- (Baebius) Tamphilus, triumvir monétaire vers -194/-190 [1].

#### Autres branches
- Quintus Baebius Herennius, tribun de la plèbe en 216 av. J.-C.
- Lucius Baebius, un des ambassadeurs envoyés auprès de Scipion l'Africain à Carthage en 202 av. J.-C.[a 5],[a 6]
- Lucius Baebius Dives, préteur en 189 av. J.-C., responsable de l'Hispanie ultérieure, il est tué par les Ligures[a 7].
- Marcus Baebius, un des trois légats envoyés en Macédoine en 186 av. J.-C. pour enquêter sur les accusations des Maronitae à l'encontre de Philippe de Macédoine[a 8].
- Quintus Baebius Sulca, un des ambassadeurs envoyés auprès de Ptolémée VI en Égypte en 173 av. J.-C.[a 9],[6].
- Lucius Baebius, un des trois légats envoyés en Macédoine en 168 av. J.-C. pour faire un compte-rendu de la situation avant la campagne de Lucius Aemilius Paullus[a 10].
- Aulus Baebius, préfet sous les ordres de Lucius Aemilius Paullus en 167 av. J.-C.
- Caius Baebius, tribun de la plèbe en 111 av. J.-C.
- Caius Baebius, successeur de Lucius Julius Caesar en 89 av. J.-C. à la tête des opérations militaires durant la guerre sociale[a 11].
- Marcus Baebius, mis à mort par Marius et Cinna lorsqu'il rentre à Rome en 87 av. J.-C.[a 12],[a 13].
- Marcus Baebius, un homme jugé honnête par les auteurs antiques mais tué sur ordre de Lucius Calpurnius Piso Caesoninus en Macédoine en 57 av. J.-C.[a 14].
- Aulus Baebius, un membre de l’ordre équestre d’Asta, en Hispanie, déserte le camp de Pompée pour rejoindre César en 45 av. J.-C.[a 15]
- Baebius, un sénateur au service de Publius Vatinius en Illyrie. Après le meurtre de César en 44 av. J.-C., les Illyriens se révoltent contre Vatenius, et massacrent Baebius et les cinq cohortes qu’il commande[a 16].
- Caius Baebius, tribun militaire en 31 av. J.-C.

### Sous l’Empire
De nombreux Baebii sont connus durant la période impériale, particulièrement par des inscriptions. Des Baebii portant le praenomen Lucius sont nombreux dans la région de Saguntum en Hispanie.

#### Baebii Iuncini
Les Baebii Iuncini appartiennent à la tribu Galeria.
- Lucius Baebius.
  - Lucius Baebius Iuncinus, (v.40 - ap. 101), tribun militaire en 63, pontif mineurs vers 101.
    - ? (Baebius)
      - Lucius Baebius.
        - Lucius Baebius Aurelius Iuncinus, (v.175 - ap.213), préfet d'Égypte de 211 à 213[8]

#### Baebii Aviti
Les Baebii Aviti sont probablement originaire de Saguntinus, ils appartiennent à la tribu Galeria.
- Lucius Baebius Avitus, procurateur de Lusitanie, admis au Sénat par adlectio praetor par Vespasien.[9]
  - Lucius Baebius Hispanus Pompeius Marcellus Antonius Silo Paulinus, tribun militaire.
    - Baebius, questeur urbain, tribun de la plèbe, préteur, proconsul de Bétique.
    - Baebia Fulvia Claudia Paulina Gratia Maximilla.

#### Autres
- Lucius Baebius Honoratus, proconsul de Macédoine vers 79/84[10]
- Quintus Baebius Macer, consul suffect en 103 et préfet de Rome en 117[a 17],[a 18]
- Baebius Marcellenus, édile en 203, accusé injustement et condamné à mort[a 19]
- Baebius Macrenus, rhéteur, mentionné avec Julius Frontenus et Julius Granianus, comme un des maîtres d’Alexandre Sévère[a 20].
- Baebius Macer, préfet du prétoire durant le règne de Valérien[a 21]
- Lucius Baebius Cassianus, habitant de Nemausus, inscrit dans la tribu Voltinia[b 1],[11].

## Pour approfondir